# Герб Сучавського повіту
Ге́рб Суча́вського пові́ту (рум. stema judetului Suceava) — офіційний символ Сучавського повіту, Румунія. У лазуровому полі три золоті гори, на центральній з яких височіє золотий хрест. Обабіч хреста, на сусідніх горах, стоять на задніх лапах два срібних леви з червоними язиками, обернені один до одного, які тримають над хрестом золоту воєводську корону. Композиція герба уособлює заснування Молдавського князівства в XIV столітті, столицею якого тривалий час була Сучава. Затверджений 30 вересня 1998 року.

## Історія

### Румунське королівство
У «Румунському гербовнику» 1866 року вказано старий чорнобілий герб Сучави: три дуби на полі.
Чинний герб Сучавського повіту створений за мотивами герба того ж повіту часів Румунського королівства 1925 року. Міжвоєнний герб мав трохи іншу конфігурацію: у червоному щиті п'ять срібних гір однакової висоти; на центральній стоїть срібний восьмиконечний хрест. Обабіч нього два золоті леви, що спираються на нього, й, одночасно, тримають над ним золоту воєводську корону.

### Соціалістична Румунія
Від 1972 року, в часи соціалістичної Румунії,  Сучавський повіт використовував інший герб. 
Щит перетятий, а верхня частина — розтята. У правій верхній частині лазурового кольору зображено золотий герб Молдавського князівства з Проботського монастиря; у лівій верхній частині червоного кольору — три золоті карпатські смереки. У нижній золотій частині — червоне зубчасте колесо, ліва половина якого має вигляд круглої пилки. Всередині колеса два чорних схрещених молотка. По центру щита розташовано малий щиток, розтятий на дві половини: права — червона, з емблемою Румунської Комуністичної партії в голові; ліва — в кольорах прапору соціалістичної Румунії, з гербом в голові. По центру щитка — герб Соціалістичної Республіки Румунія. Під щитом червона стрічка зі срібним девізом: рум. Județul Suceava (Сучавський повіт). 
Цей герб було затверджено урядовим декретом № 302 «Про прийняття гербів повітів і муніципалітетів» від 16 листопада 1972 року. Він символізував історію Молдавського князівства, центром якого була Сучава; лісову промисловість — головну промислову галузь повіту; а також робітничий клас і румунську компартію.

## Чинний герб
Затверджений урядовою постановою № 684 «Про прийняття гербів деяких повітів» від 30 вересня 1998 року в Бухаресті. Постанова опублікована в «Офіційному Моніторі Румунії» № 416 від 15 жовтня того ж року. Автор герба — Іоанн Ністор. Опис герба з тексту постанови № 684:
| Оригінал |  | Переклад |
| --- |  | --- |
| JUDEȚULUI SUCEAVA |  | СУЧАВСЬКИЙ ПОВІТ |
| ANEXA Nr. 7a)DESCRIEREA ȘI SEMNIFICAȚIILE elementelor însumate ale stemei județului SUCEAVA |  | ДОДАТОК № 7а)ОПИС І ЗНАЧЕННЯ усіх елементів герба СУЧАВСЬКОГО повіту |
| Descrierea stemei: |  | Опис герба: |
| Stema județului Suceava, potrivit anexei nr. 7, se compune dintr-un scut albastru cu trei piscuri de munte, pe cel din mijloc aflându-se o cruce, totul de aur; crucea este sprijinită de doi lei de argint, limbați roșu, afrontați, sprijinindu-se cu labele inferioare pe câte un pisc și ținând în labele superioare o coroană voievodală de aur. |  | Герб Сучавського повіту, згідно з додатком № 7, складається з синього щита із трьома гірськими вершинами, центральна з яких має хрест, всі [фігури] золоті; хрест підтримують два срібні леви із червоними язиками, обернені один до одного, задні лапи яких стоять на вершинах, а передні — тримають золоту воєводську корону. |
| Semnificația elementelor însumate: |  | Значення усіх елементів: |
| - evocă cadrul natural în care s-a ctitorit cetatea de scaun a voievozilor Moldovei; |  | - нагадує про природні умови, в яких був заснований престол Молдавських воєвод; |
| - atestă statornicia organizării statale. |  | - засвідчує міцність державного ладу. |